# Fred Rouhling
Pour les articles homonymes, voir Rouhling.
Pas d'image ? Cliquez ici
Fred Rouhling, né en 1970, est un grimpeur français, connu notamment pour ses réalisations de haut-niveau en escalade sportive (falaise) et en bloc. Il est célèbre pour l'ouverture de plusieurs voies avec des prises taillées dans le meilleur niveau de son époque avec Hugh, le premier 9a de France et 4ème voie au monde annoncé dans le neuvième degré. Puis la réalisation de Akira, voie qu'il ouvre en 1995 et pour laquelle il propose une cotation en « 9b/5.15b ». Alors qu'il n'y a à l'époque aucune voie dans le 9a+ et seulement 4 voies côtés 9a, cette proposition de 9b n'est pas considérée comme sérieuse.

## Réalisations notables
- 1989 : premier 8a à vue Spinoza encule Hegel, Volx[réf. nécessaire]
- 1992 : ouverture Lagra (8c/5.14b)
- 1993 :
  - ouverture : UFO (premier 8c des Calanques)
  - ouverture : Hugh (9a/5.14d) (premier 9 français) (confirmé par J. Lamberti, D. Koyamada, P. Bollinger)
- 1994 :
  - ouverture: La Directe des spécialistes (premier 8c des gorges du Verdon)
  - ouverture : Kami (8c+/5.14c)
- 1995 : ouverture : Akira (9b/5.15b ?), cotation controversée
- 1996 : ouverture: De l’autre Côté du Ciel (9a/5.14d)
- 1997 : ouverture : Archipel (8c+/5.14c), Verdict (8c+/5.14c)
- 1998 : ouverture bloc : Ebola (8A/V11), Musha (8A/V11),

Antipodes (8A/V11)
- 1999 : répétitions Bleau : Hale Bopp (8A/V11), C’était Demain (8A/V11), L’Intégrale de l'autre Toit (8A/V11), Jacady (8A/V11), Karma (8A/V11), L’Aplat du Gain (8A+/V12)
- 2000 : répétitions Bleau : Fatman (8B/V13), La Pierre Philosophale (8B/V13), FA : La Puce (8A/V11), Le Petit Prince (8A+/V12), Chatterton (8A/V11).
- 2001 : répétitions suisses : Bain de Sang (9a/5.14d), Non à la Bombe (8c+/5.14c)
- 2002 : répétitions suisses : La Barbe du Prophète (8B/V13), La Danse des Balrogs (8B/V13), A Thief among Friends (8B/V13)
- 2003 : répétitions suisses : La Proue (8B/V13), Broadsword (8B+/8C / V14/V15 stamina), E la Nave va (8C/V15 stamina), Va piu via (8B+/V14 stamina), Joyeux Léon (8B+/V14 stamina), Prophécie (8B+/V14), Eaux Profondes (8B+/V14), La Jonction (8B/V13), … (32 blocs de 8A à 8C les plus durs de l’époque ouverts par Fred Nicole)
- 2004 :
  - Voyages au Japon, en Italie et en Allemagne : réalisation et ouverture de blocs extrêmes, trip pèlerinage pour la presse américaine (climbing)
  - ouverture : Mandallaz Drive (9a/5.14d)
- 2005 : réalisation de voies en Haute-Savoie, dont La Voie du Charpentier (8c/5.14b) et travail de chantiers en gestation dans du très, très dur.
- 2007 : ouverture : La Salamandre (9a+/5.15) à Saint-Pierre en Faucigny (Haute-Savoie).
- 2009 : ouverture : Empreintes (9a/b) à Saint-Pierre en Faucigny (Haute-Savoie)

## Ascensions remarquables

### Falaise
| Nom   | Site               | Date | Commentaires                                                                          |
| ----- | ------------------ | ---- | ------------------------------------------------------------------------------------- |
| Akira | Vilhonneur, France | 1995 | Première ascension, répétéé par Seb Bouin et Lucien Martinez en 2020 qui proposent 9a |

| Nom        | Site                     | Date | Commentaires                                                                |
| ---------- | ------------------------ | ---- | --------------------------------------------------------------------------- |
| Salamandre | Les Eaux Claires, France | 2007 | Première ascension, répétée par Baptiste Dherbilly le 26/10/2017            |
| Empreintes | Haute-Savoie, France     | 2009 | Première ascension, jamais répétée. Voie cotée 9a/b ou 9? selon les sources |

| Nom                     | Site                        | Date | Commentaires                                         |
| ----------------------- | --------------------------- | ---- | ---------------------------------------------------- |
| Hugh                    | Les Eaux Claires, France    | 1993 | Première ascension. Répétition en 2021 par Seb Bouin |
| De l'autre côté du ciel | Les Eaux Claires, France    | 1996 | Première ascension. Répétition en 2021 par Seb bouin |
| Bain de sang            | Saint Loup, Suisse          | 2001 | Ouverture Fred Nicole.                               |
| Mandallaz Drive         | Allonzier la Caille, France | 2004 | Première ascension. Répétition Baptiste Dherbilly    |

## Akira
En 1995, Fred Rouhling ouvre Akira et propose la cotation inédite de 9b, ce qui entraîne de nombreuses réactions, certains grimpeurs de haut niveau comme Ben Moon ou Jean-Baptiste Tribout avançant que la cotation de 9a n'est toujours pas établie. Il existe à l'époque seulement quatre voies de ce niveau : Action Directe ouverte en 1991 par Wolfgang Güllich, Bain de Sang en 1993 par Fred Nicole, et la même année Om par Alex Huber et Hugh, toujours par Rouhling.
Yuji Hirayama et Dai Koyamada ont répété Archipel et confirmé la cotation de ce 8c+ de Fred Rouhling.
Akira est finalement répétée en 2021 par Seb Bouin et Lucien Martinez lors du Vintage Rock Tour, décotée à 9a.